# Mark Meer
Mark Meer, née le 26 mars 1976 à Edmonton, est un acteur et improvisateur canadien.

## Carrière
Il est principalement connu pour son doublage dans une multitude de jeux vidéo édités par Bioware, parmi lesquels Baldur's Gate, Dragon Age et surtout la série Mass Effect, où il incarne avec Jennifer Hale le commandant Shepard dans sa version masculine (Jennifer Hale s'occupant quant à elle de la version féminime du personnage).

## Filmographie

### Télévision
- 2010 : Caution: May Contain Nuts (TV): Chaz
- 2012 : Tiny Plastic Men (TV): October
- 2017 : Legendary Myths: Raven Adventures (TV): Raven et Jacques
- 2018 : Vampire: The Masquerade: L.A. By Night (TV): Chaz
- 2021 : Pandemic Playhouse (TV): Fakey

### Jeux vidéo
Dans leurs versions originales en anglais.
- 2000 : Baldur's Gate II: Shadows of Amn : Prêtre de Bhaal
- 2001 : Baldur's Gate II: Throne of Bhaal : Cyric, rôles additionels
- 2002 : Neverwinter Nights : Shaman orc, Balor Demon, rôles additionels
- 2003 : Star Wars: Knights of the Old Republic : Carth (dans la démo uniquement)
- 2003 : Neverwinter Nights: Hordes of the Underdark : Durnan, rôles additionels
- 2005 : Jade Empire : Zhong, The Watcher, Assassins du Lotus, rôles additionels
- 2007 : Mass Effect : Commandant Shepard (homme), rôles additionels (Hanaris, Volus, Vorchas...)
- 2009 : Dragon Age: Origins : Athras, Gardien, Werewolf, Unscrupulous Merchant, Pearl Dwarf Companion, rôles additionels
- 2010 : Mass Effect 2 : Commandant Shepard (homme), rôles additionels (Hanaris, Volus, Vorchas...)
- 2010 : Dragon Age: Origins – Awakening : The Withered, The Lost, The First, The Herald, rôles additionels
- 2011 : Dragon Age II : Jethann, Hybris, rôles additionels
- 2012 : Mass Effect 3 : Commandant Shepard (homme), rôles additionels (Hanaris, Volus, Vorchas...)
- 2012 : Baldur's Gate: Enhanced Edition : Rassad yn Bashir, Baeloth, Elan Garaq, Ghlouralk, Adoy, Gobelin, rôles additionels
- 2013 : Baldur's Gate II: Enhanced Edition : Rassad yn Bashir, Baeloth, rôles additionels
- 2014 : Dragon Age: Inquisition : Cabot, marchand de Lyrium, Templier rouge, rôles additionels
- 2015 : The Long Dark : William Mackenzie
- 2016 : Baldur's Gate: Siege of Dragonspear : Rassad yn Bashir, Baeloth, Volghiln, Adoy, Einar, Bertram, rôles additionels
- 2016 : Slayaway Camp : Skullface
- 2017 : The Long Dark: Wintermute : William Mackenzie
- 2019 : Arcade Spirits : Deco Nami
- 2020 : Hyper-galactic Psychic Table Tennis 3000 : Paddles
- 2020 : Raid Land : Guerrier/Chasseur/Berserker